# (213629) Binford
(213629) Binford est un astéroïde de la ceinture principale.

## Description
(213629) Binford est un astéroïde de la ceinture principale. Il fut découvert le 26 août 2002 à l'Observatoire Palomar par le programme NEAT. Il présente une orbite caractérisée par un demi-grand axe de 2,54 UA, une excentricité de 0,07 et une inclinaison de 3,0° par rapport à l'écliptique.

## Compléments